# Aeroporto di Barcellona-El Prat
L'Aeroporto Josep Tarradellas Barcellona-El Prat (IATA: BCN, ICAO: LEBL), (in spagnolo: Aeropuerto Josep Tarradellas Barcelona-El Prat; in catalano: Aeroport Josep Tarradellas Barcelona-El Prat) è il principale aeroporto di Barcellona, Spagna. Intitolato a Josep Tarradellas, si trova a El Prat de Llobregat, a 10 km a sud-ovest dal centro di Barcellona. È il secondo aeroporto della Spagna dopo l'Aeroporto di Madrid-Barajas.
È l'hub principale di Vueling. L'aeroporto serve soprattutto voli nazionali e continentali, ma alcune compagnie aeree come Singapore Airlines, Delta Air Lines e Aerolíneas Argentinas offrono destinazioni in Asia, negli Stati Uniti e Sudamerica.
Nel 2014 sono transitati per l'aeroporto 37 559 044 passeggeri, con un incremento del 6,7% sul 2013.

## Storia
Il primo campo di aviazione di Barcellona fu situato a el Remolar nel 1916, sul terreno di una fattoria chiamata La Volaterìa, della quale l'installazione portava il nome. Due anni più tardi, nel 1918, un nuovo campo di aviazione fu aperto a El Prat de Llobregat, a qualche centinaia di metri dal primo sito.
Da qui, il giorno di Natale del 1918, partì il primo collegamento fra Barcellona e Tolosa della compagnia aerea postale francese Société des lignes Latécoère, che nel 1929 diventerà la Aéropostale, dell'imprenditore Pierre-Georges Latécoère: accompagnato dal pilota René Cornemont partì a bordo dell'idrovolante Salmson 2 A2 la Ligne per ammarare a Tolosa. L'aeroporto fu utilizzato come base dall'Aeroclub de Cataluña e dalla flotta di Zeppelin dell'Armada Española e dall'Ejército de Tierra, rispettivamente marina militare ed esercito dello Stato iberico. Il servizio commerciale regolare ebbe inizio nel 1927 con la linea dell'Iberia con destinazione Madrid.
Dal 1941 al 1946 furono realizzati una serie di interventi per unire i due aeroporti e nel 1948 fu costruita la pista 07-25, quella attualmente usata come pista principale. Nello stesso anno fu inaugurata la prima linea regolare d'oltremare verso New York, operata dalla Pan American con una flotta di aerei Lockheed Constellation. Fra il 1948 e il 1952 vennero costruite le vie di rullaggio, un terminal per i passeggeri e una nuova pista con orientamento 16-34, perpendicolare alla prima. Nel 1963 il numero di passeggeri annuali superò per la prima volta il milione, così due anni più tardi venne ampliata nuovamente la pista principale, si creò una nuova via di rullaggio e si costruì la torre di controllo. Nel 1968 venne poi inaugurato un nuovo terminal (si tratta dell'ala vecchia dell'attuale Terminal B).
Dal 21 dicembre 2018 è intitolato a Josep Tarradellas i Joan, sostenitore nel 1936 dell'Indipendenza della Catalogna e presidente, dal 1954 al 1980, della Generalitat de Catalunya, passati a parte gli ultimi 3 anni in esilio a causa della dittatura di Francisco Franco.
|              | Passeggeri | Spostamenti aerei | Cargo (tonnellate) |
| ------------ | ---------- | ----------------- | ------------------ |
| 2000         | 19.809.567 | 255.913           | 88.269             |
| 2001         | 20.745.536 | 273.119           | 81.882             |
| 2002         | 21.348.211 | 271.023           | 75.905             |
| 2003         | 22.752.667 | 282.021           | 70.118             |
| 2004         | 24.558.138 | 291.369           | 84.985             |
| 2005         | 27.152745  | 307.798           | 90.446             |
| 2006         | 30.008.152 | 327.636           | 93.404             |
| 2007         | 32.898.249 | 352.501           | 96.770             |
| 2008         | 30.208.134 | 321.491           | 104.329            |
| 2009         | 27.311.765 | 278.965           | 89.813             |
| 2010         | 29.209.595 | 277.832           | 104.279            |
| 2011         | 34.398.226 | 303.054           | 96.572             |
| 2012         | 35.144.503 | 290.004           | 96.522             |
| 2013         | 35.216.828 | 276.497           | 100.288            |
| 2014         | 37.559.044 | 283.850           | 102.692            |
| 2015         | 39.711.276 | 288.878           | 117.219            |
| 2016         | 44.154.693 | 307.864           | 132.754            |
| 2017         | 47.284.500 | 323.539           | 156.105            |
| 2018         | 50.172.457 | 335.651           | 172.939            |
| 2019         | 52.686.314 | 344.558           | 177.271            |
| 2020         | 12.739.259 | 122.638           | 114.263            |
| 2021         | 18.874.896 | 163.679           | 136.107            |
| 2022         | 41.639.622 | 283.394           | 155.600            |
| Fonte: AENA. |            |                   |                    |

## Trasporto

### Metropolitana
L'aeroporto è servito in entrambi i Terminal dalla linea L9 sud che, partendo dal T1, arriva al capolinea di Zona Universitaria, incrociando nel suo percorso anche le linee L1 ed L5 dirette verso il centro di Barcellona. Queste linee sono tutte gestite da TMB.

### Treni
Il Terminal 2 ha una stazione ferroviaria per treni a corta distanza (Rodalies Barcellona). La Linea 2, che va dalla stazione di Maçanet - Massanes con frequenza ogni 30 minuti, con fermate alla stazione di Barcellona Sants e alla stazione di Passeig de Gràcia (situata nel centro città) e dalle quali è possibile l'accesso alla rete della metropolitana di Barcellona. I passeggeri in arrivo al terminal 1 e che vogliano arrivare alla stazione del terminal 2 hanno a loro disposizione una navetta gratuita.

### Autobus
Transports Metropolitans de Barcelona (TMB): Linea 46 con frequenza ogni 16 minuti da Plaça d'Espanya; Aerobus con collegamenti da Plaça Catalunya, con fermate a Urgell e Plaça d'Espanya; BusPlana collega il Terminal 1 con diverse località della Costa Daurada.